# Грейт Биг Сий
Грейт Биг Сий (на английски: Great Big Sea) е фолк рок група от град Сейнт Джонс, провинция Нюфаундленд и Лабрадор, Канада.
Позната е с енергичните си рок интерпретации на традиционни нюфаундлендски фолклорни песни, включително моряшки песни, черпещи от 500-годишното ирландско, шотландско и корнуолско наследство.
Първият официален ангажимент се провежда на 11 март 1993 г., когато групата подгрява за Айриш Десендънтс в Мемориъл Юнивърсити в Сейнт Джонс, Нюфаундлънд. Основателите на групата са Алан Дойл (вокали, китари, бузуки, мандолина), Шон Маккен (вокали, бодран, китара, медна свирка), Даръл Пауър (вокали, бас китара, китара, костни пръчки) и Боб Халет (вокали, цигулка, акордион, мандолина, концертина, бузуки, свирки, гайди).
Пауър, Маккен и Халет имат общо минало в обща група. През зимата на 1989 година, групата, съставена от шест члена, свирещи на китара, бас китара, цигулка, акордеон и мандолина, за първи път прави свое изпълнение. В него са представени две песни на карнавала за таланти, където се именуват „Нюфаундлъндска републиканска армия“, или още НРА, и печелят първата награда. Групата има още едно изпълнение като НРА, което е по-късно в Град Хаус (университета). От бандата отпадат цигулката, акордеона, както и името.
Новото име на групата е измайсторено от първия бас-китарист, Джеф Скот, който наема апартамент на ул. Ранкин Стрийт, в Сейнт Джонс, и там членовете се срещат, за да дискутират развитието си. Четиричленният състав се тиражира като Ранкин Стрийт за първи път в малка пивница в центъра на Сейнт Джонс, наречена „Розата и бодила“, където получава 100 долара и безплатна бира. За първия си музикален ангажимент те използват Шон-Маккеновата стерео уредба. Това се угажда на бандата, тъй като да наемат апаратура би им струвала повече, отколкото е доходът им от представлението. Сюзан Хики (китара и вокал) напуска след няколко месеца, за да посещава училище в Халифакс, и той е заменен от Даръл Пауър. Групата получава популярност от изпълнения в местни пъбове в Бриджитс и Грийнслийвс. През 1991 г. Джеф Скот е заместен от Джаки Сейнт Кроа, на бас-китара. Групата издава касетен запис, наречен Rankin Street.